# Kathrin Richter
Pour les articles homonymes, voir Kathrin et Richter.
Kathrin Richter est une scénariste allemande, née en 1961 en Allemagne de l'Ouest.

## Filmographie

### Comme scénariste
- 1988 : Schwerelos (court métrage)
- 1988 : Sarotti Mohren (court métrage)
- 1989 : Kuss Isabelle (court métrage)
- 1994 : Einer meiner ältesten Freunde
- 1996 : Mutproben (téléfilm)
- 1997 : The Pharmacist
- 2000 : Cold Is the Breath of Evening
- 2001 : Der Zimmerspringbrunnen
- 2002 : Der Freund von früher (téléfilm)
- 2003 : Play It Loud!
- 2000-2004 : Commissaire Brunetti (Donna Leon) (série télévisée) (6 épisodes)
- 2006 : Helen, Fred und Ted (téléfilm)
- 2006 : Bella Block (série télévisée) (1 épisode)
- 2007 : Runaway Horse
- 2008 : Das Beste kommt erst (téléfilm)
- 2008 : Mein Herz in Chile (téléfilm)
- 2009 : The Inspector and the Sea (série télévisée) (1 épisode)
- 2010 : Der Einsturz - Die Wahrheit ist tödlich (téléfilm)
- 2006-2010 : Der Kriminalist (série télévisée) (4 épisodes)
- 2010 : Der Doc und die Hexe (série télévisée)
- 2010 : Racheengel - Ein eiskalter Plan (téléfilm)
- 2012 : In den besten Familien (téléfilm)
- 2013 : Gaming Instinct
- 2013 : Beste Bescherung (téléfilm)
- 2014 : Deux Femmes amoureuses (Ich will dich) (téléfilm)
- 2015 : Das Beste aller Leben (téléfilm)
- 2017 : The Puppeteers (mini-série) (1 épisode)
- 2018 : Zimmer mit Stall (téléfilm)

### Comme réalisatrice
- 1988 : Schwerelos (court métrage)
- 1988 : Sarotti Mohren (court métrage)
- 1989 : Kuss Isabelle (court métrage)
- 1996 : Mutproben (téléfilm)

### Comme actrice
- 1991 : Tatort (série télévisée)